# Orophus tessellatus
Orophus tessellatus är en insektsart som först beskrevs av Henri Saussure 1861.  Orophus tessellatus ingår i släktet Orophus och familjen vårtbitare.

## Underarter
Arten delas in i följande underarter:
- O. t. obtusus
- O. t. tessellatus